# النعيرية (بغداد)
منطقة تقع جنوب شرق العاصمة العراقية بغداد، قرب بغداد الجديدة والمشتل والغدير والالف دار وهي منطقة كبيرة الحجم كانت تحتوي على عدد كبير من العوائل المسيحية.
تعدّ منطقة جميلة جدا فيها الكثير من العوائل كما تعدّ منطقة سكنية يوجد فيها سوق شهير جدا يسمى السوق الشعبي والسوق العصري وأيضا يوجد فيها جبار أبو الشربت المشهور جدا في المنطقة وأيضا رقم 10 المنطقة مشهورة 
توجد فيها كنيسة مار توما الرسول للكلدان وكنيسة مريم العذراء المشرق الاشورية. وفيها أيضاً الكلية الهندسية العسكرية، وحديثاً افتتحت مدرسة الرها الابتدائية المختلطة التابعة لكنيسة مريم العذراء. تتميز النعيرية بكثرة المدارس والمحلات التجارية ورغم ان المنطقة ليست واسعة جدا لكنها تحوي على نسبة عالية من الكثافة السكانية، ومن أجمل مافي هذه المنطقة انها تتألف من جميع الطوائف المسيحية والمسلمين وطوائف أخرى، وفيها الكنائس والجوامع العديدة.